# Marco Innocenti (scrittore)
Marco Innocenti (Pisa, 1966 – Pisa, 19 aprile 2022) è stato uno scrittore, sceneggiatore e fumettista italiano.

## Biografia
Esordì nel mondo dei fumetti sulla rivista Schizzo, insieme al disegnatore Mirko Filippi. Nel 1995 creò la serie Lenin, avvalendosi di giovani disegnatori, tra i quali Renato Vanni, Jacopo Brandi, Luca Panciroli, Luigi Critone e Riccardo Burchielli con digital painting delle copertine di Fabio Lazzeri. La serie, autoprodotta, terminò nel 1998.
Nel 2000 vinse il premio Euroclub - Linus, riservato agli scrittori esordienti under 35, per il suo primo romanzo, Contro il resto del mondo, pubblicato da Baldini & Castoldi. Scrisse anche i romanzi Ladri di stelle (Manni, 2004), Diario di un accalappiacani (Dario Flaccovio, 2007), La città degli uomini soli (Dario Flaccovio, 2008) e Borderlife (Avagliano, 2011), e la raccolta di racconti Firenze amara e dolce (Avagliano, 2014), con fotografie di Lorenzo Mennonna.
A lungo attivo anche nell'editoria per l'infanzia e l'adolescenza, pubblicò i romanzi per ragazzi La proteina dell'amore (Giunti, 2007) e Miss Mina (edizioni Corsare, 2015). Creò il personaggio di Capitan Fox, illustrato da Simone Frasca, pubblicato da Dami e tradotto in molti paesi, tra cui Cina, Corea del Sud, Ucraina, Russia, Polonia e Portogallo.
Innocenti è morto a Pisa il 19 aprile 2022. Da tempo risiedeva a Scandicci.